# Château Haldimand

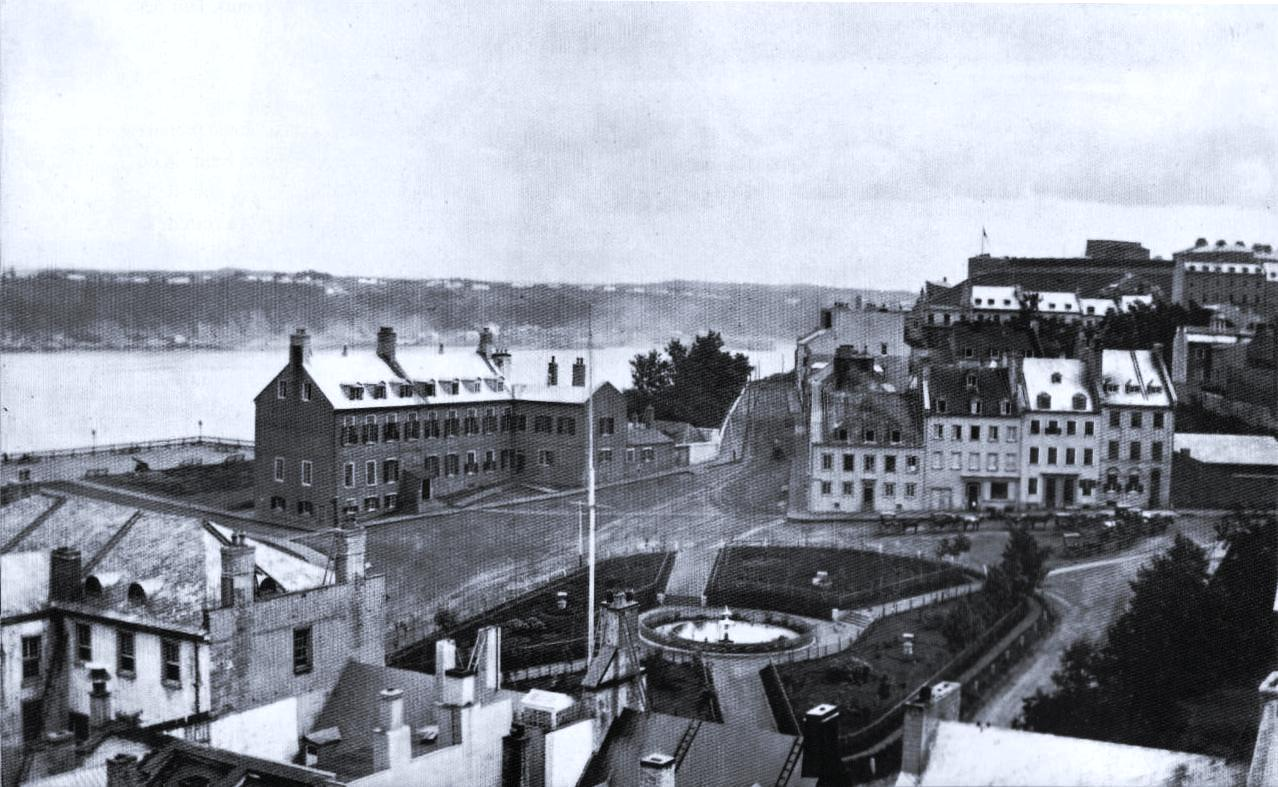
Le château Haldimand et la place d'Armes, 1866

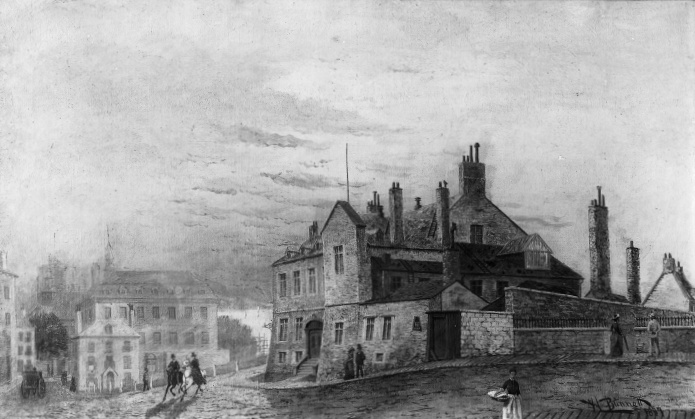
Château Haldimand, Henry R. Bunnett, 1887

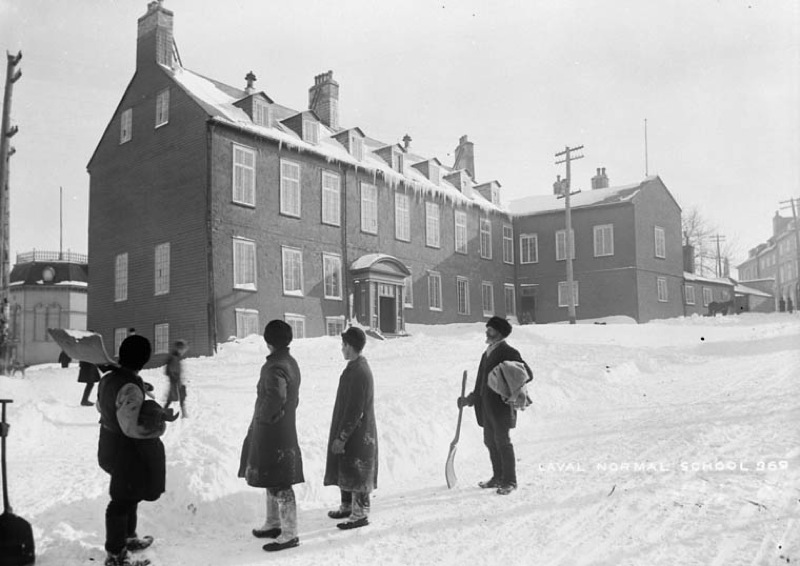
École normale Laval, avant 1890

Le château Haldimand était un château qui existait à l'emplacement de l'actuel château Frontenac, dans la ville de Québec. L'édifice en pierre fut construit entre 1784 et 1786.

## Histoire
En 1784, Frederick Haldimand, gouverneur de la Province de Québec commande la construction du château.
Il devient le siège du gouvernement colonial de la Province de Québec de 1786 à 1791 et de la Clique du Château (gouvernement du Bas-Canada) de 1791 à 1820, année où il est cédé à la ville de Québec.
En 1860, le gouvernement du Canada-Uni en reprend possession pour y établir les bureaux de l'administration et le siège de l'Assemblée législative de la province du Canada jusqu'en 1866.
Le château a été utilisé plus tard dans le cadre de l'Université Laval jusqu'en 1892, avant d'être démoli pour donner place aux premières ailes du château Frontenac.

## Hommages et histoire
Une plaque est apposée aux murs du Château Frontenac pour indiquer qu'il y avait auparavant sur ces terrains le Château Haldimand.  